# Теодор Мусев
Тео Мусев е български пианист и органист.

## Произход
Роден в годините на предвоенния икономически възход в заможно семейство. Той е внук на високопоставен русенски свещенослужител, което също допринася за неговата музикалност. Син е на любителка-певица – първата изпълнителка на ролята на Гергана (при маестро Георги Атанасов), племенник на пионера на родното виолончелово изкуство Константин Попов и братовчед на известното сопрано Милкана Николова.
Съпруги: Весела Акабалиева – телевизионна журналистка, Здравка Андреева – музиковедка и радиожурналистка. Дъщеря: Теодора Мусева.
Умира на 2 септември 2021 г.

## Ранен период
В разкриването и ранното подпомагане на таланта на Тео Мусев взимат най-активно участие семейните приятели пианистът Димитър Ненов, композиторът Константин Илиев и диригентът Добрин Петков. Естествено, първостепенна е ролята на клавирните преподавателки Милка Иванова (в Русе), както и Величка Савова и Тамара Янкова в София. Но и самият Димитър Ненов като клавирен педагог и наставник.
Тео Мусев, едва 14-годишен, става победител на Общобългарското състезание за инструменталисти при крайно тежка конкуренция. Развитието на дарбата му продължава в София – в Интерната за даровити деца, а после в Музикалната академия „Панчо Владигеров“, която завършва със специалност „Пиано“.
Като млада клавирна надежда Мусев бива приет с отворени обятия обратно в родния му град Русе, където майсторството му очевидно е потребно и бива използвано под какви ли не форми. Той бързо става незаменим солист на Русенската филхармония, непрестанен участник на фестивала Мартенски музикални дни в Русе, акомпанятор на русенските хорове и други ансамбли, преподавател в музикалното училище, дори „най-красивата арфистка“ в оперния оркестър (поради липсата на друга). Родният град и пианистът се радват на плодоносна симбиоза почти цяло десетилетие – десетилетието на културен възход на града.

## Период на зрелост
След спечелване на конкурс, в края на 1960-те години Тео Мусев е назначен за солист на съставите на Българското национално радио. Осъществява десетки първи изпълнения на творби от български композитори, партнира като камерен интерпретатор на най-добрите инструменталисти от радиоансамблите, солист е в задграничните турнета на Симфоничния оркестър на БНР като солист-любимец на легендарния шеф-диригент Васил Стефанов, както и на Александър Владигеров.
В сътрудничество с двамата диригенти Мусев изпълнява концертно всички клавирни опуси от Джордж Гершуин (някои от тях – за първи път в България) и ги записва за грамофонната фирма „Балкантон“.
В началото на 1980-те години пианистът попълва своя Гершуинов интеграл със собствена авторска обработка на най-любимите Гершуинови песенно-клавирни миниатюра като ги превръщи в пълноценни концертни пиеси – единствени по рода си в света.

## Органист
В средата на 1970-те години, веднага с изграждането на новия следвоенен, единствен тогава за България орган, Мусев специализира органова интерпретация във Варшава. Завърнал се, той е сред първите български професионални органисти, изнася органови рецитали и добива славата на отличен ансамблов органист. С неговото незаменимо участие бял свят в оригинален вид за България виждат такива творби като Перголези – „Стабат матер“, Бритън – „Миса Бревис“, Моцарт – цикъл Църковни сонати, Казанджиев – „Елегия“ (по Ботев), органови творби от Бах, Моцарт, Регер, Цезар Франк и др. Така Тео Мусев заема едно уникално за целия свят положение: това на еднакво пълноценен пианист и органист едновременно.

## Други дейности
Един траен колкото професионален, толкова и идеалистично-морален ангажимент в биографията на Тео Мусев – това е работата му като втори диригент и пианист на Хора на софийските учителки.
От многобройните камерни формации, в които Мусев е бил канен като високоценен партньор, ще споменем дуетите с цигуларя Минчо Минчев и с баса Никола Гюзелев.
Като солист Теодор Мусев е концертирал под диригентството на Добрин Петков, Константин Илиев, Васил Стефанов, Илия Темков, Васил Казанджиев, Георги Димитров, Емил Табаков, както и на всички по-известни български симфонични и хорови диригенти. Към тях се добавят и чужденци-знаменитости, като Ролф Клайнерт, Карол Стрия, Йосиф Конта и др.
Концертните турнета водят пианиста-органист из цяла Европа и в Япония, по сцените на всички родни фестивали, както и на Пражка пролет. Той осъществява грамофонни, телевизионни и радио-записи в България, Германия и в Полша.
Изявява се и като аранжор и педагог.